# Ronde van de Toekomst 1993
De Ronde van de Toekomst 1993 (Frans: Tour de l'Avenir 1993) werd gehouden van 6 tot en met 17 september in Frankrijk. De ronde bestond uit een proloog en twaalf etappes waarvan de tweede en ploegentijdrit was en de twaalfde een individuele tijdrit. 

## Etappe-overzicht
| etappe   | datum        | start                | finish               | afstand | winnaar               | klassementsleider  |
| -------- | ------------ | -------------------- | -------------------- | ------- | --------------------- | ------------------ |
| proloog  | 6 september  | Angers               | Angers               | 5 km    | Emmanuel Magnien      | Emmanuel Magnien   |
| 1e       | 7 september  | Angers               | Ancenis              | 100 km  | Frédéric Moncassin    | Frédéric Moncassin |
| 2e (pt)  | 8 september  | Saint-Herblain       | Saint-Herblain       | 29 km   | Castorama-wielerploeg | Emmanuel Magnien   |
| 3e       | 9 september  | Saint-Herblain       | Pluvigner            | 171 km  | Jeff Evanshine        | Emmanuel Magnien   |
| 4e       | 10 september | Pluvigner            | Guidel               | 133 km  | Jaan Kirsipuu         | Bruno Thibout      |
| 5e       | 11 september | Guidel               | Landerneau           | 180 km  | Stéphane Heulot       | Thomas Davy        |
| 6e       | 12 september | Landerneau           | Perros-Guirec        | 136 km  | Cédric Vasseur        | Thomas Davy        |
| 7e       | 13 september | Perros-Guirec        | Dinard               | 170 km  | Léon van Bon          | Thomas Davy        |
| 8e       | 14 september | Dinard               | Villedieu-les-Poêles | 152 km  | Tristan Hoffman       | Thomas Davy        |
| 9e       | 15 september | Villedieu-les-Poêles | Cossé-le-Vivien      | 181 km  | Jeroen Blijlevens     | Thomas Davy        |
| 10e      | 16 september | Cossé-le-Vivien      | Mamers               | 186 km  | Eddy Seigneur         | Thomas Davy        |
| 11e      | 17 september | Mamers               | Le Mans              | 84 km   | Steffen Wesemann      | Thomas Davy        |
| 12e (it) | 17 september | Le Mans              | Le Mans              | 19 km   | Eddy Seigneur         | Thomas Davy        |

## Eindklassementen

### Algemeen klassement
| rang | renner                 | land       | tijd        |
| ---- | ---------------------- | ---------- | ----------- |
| 1    | Thomas Davy            | Frankrijk  | 36u 48' 11" |
| 2    | François Simon         | Frankrijk  | op 0' 01"   |
| 3    | Bo Hamburger           | Denemarken | op 1' 15"   |
| 4    | Heinrich Trumheller    | Duitsland  | op 1' 35"   |
| 5    | Stéphane Heulot        | Frankrijk  | op 1' 39"   |
| 6    | Yvon Ledanois          | Frankrijk  | op 1' 57"   |
| 7    | Pascal Chanteur        | Frankrijk  | op 2' 03"   |
| 8    | Ángel Casero           | Spanje     | op 2' 47"   |
| 9    | Jean-Christophe Drouet | Frankrijk  | op 4' 22"   |
| 10   | Oleg Kozlitin          | Kazachstan | op 4' 24"   |

### Puntenklassement
| rang | renner        | land    | tijd |
| ---- | ------------- | ------- | ---- |
| 1    | Jaan Kirsipuu | Estland | p    |

### Bergklassement
| rang | renner       | land       | tijd |
| ---- | ------------ | ---------- | ---- |
| 1    | Bo Hamburger | Denemarken | p    |